# Flying Microtonal Banana
Flying Microtonal Banana (Летающий Микротоновый Банан) — девятый студийный альбом австралийской группы King Gizzard & The Lizard Wizard, выполненный в жанре психоделического рока.

## Музыкальный стиль

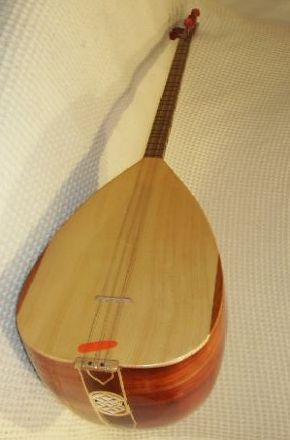
Турецкий саз

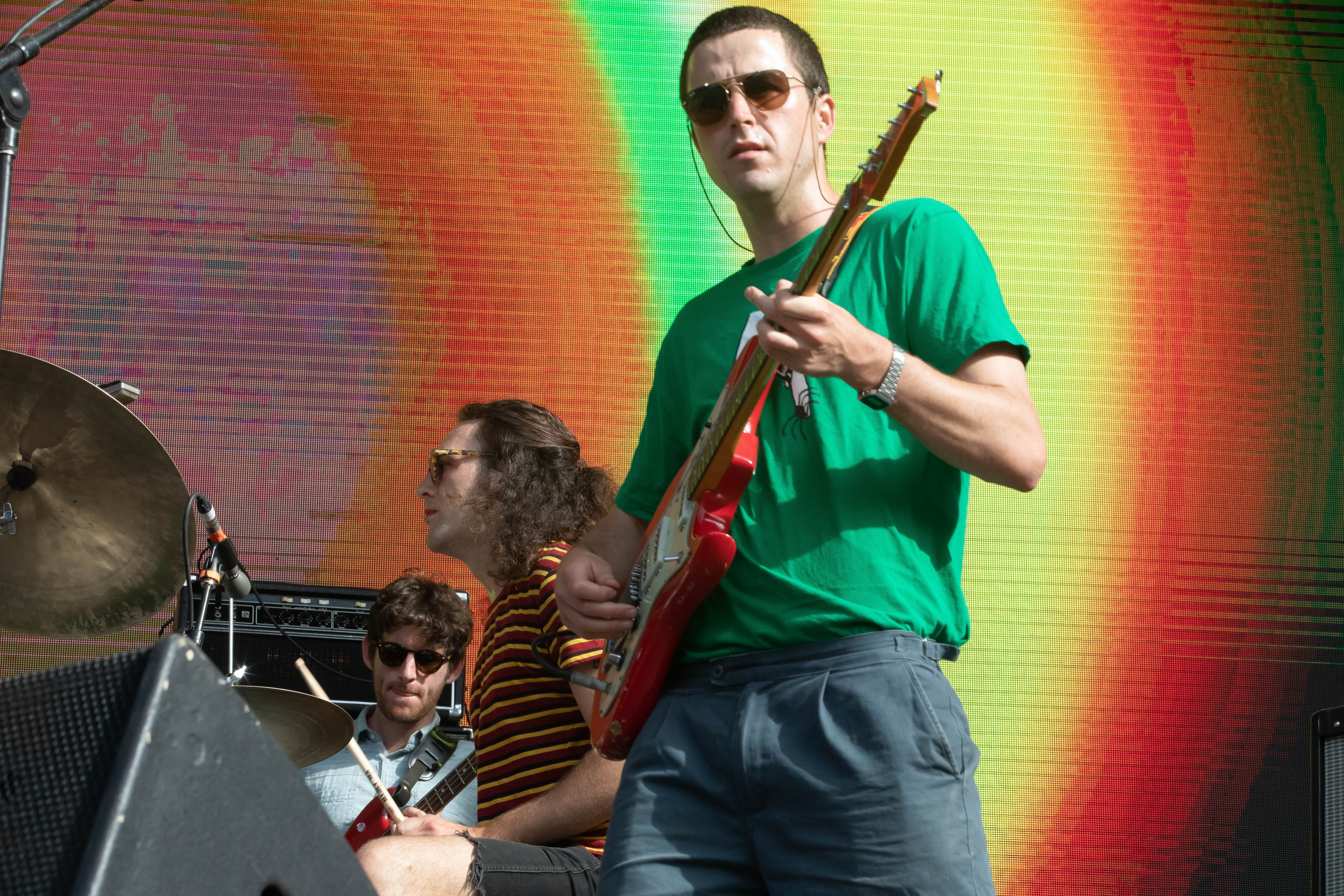
Выступление King Gizzard & The LIzard Wizard в Сиднее, 2019

Психоделический звук песен King Gizzard & The Lizard Wizard вызван тем, что группа использует для записи своих песен аналоговую аппаратуру. К ним относится магнитофон Tascam и различные устройства по изменению звука. Такой подход позволяет группе, как говорит Тео Фарнум, «экспериментировать со стилем как группы 1960-х годов».
В альбоме Flying Microtonal Banana группа экспериментирует с микротонами: каждой песне на октаву приходится 24 ноты. В 2017 году во время выступления они упомянули, что разработали «микротональую гитару», пока экспериментировали с сазом — струнным музыкальным инструментом. Это делает музыкальный стиль группы «похожим на анатолийскую народную музыку», утверждает Сетанай Гёльтекин. В подтверждение этому приводится сравнение песен «Sleep Drifter» и традиционной турецкой «Kara Toprak» известного поэта и певца Ашик Вейсель, замечая влияние второго на музыку коллектива.
В текстах песен альбома отражена тема надвигающихся на мир экологических катастроф, вызванных человеческой жизнедеятельностью. В песнях описываются повышение уровня моря, загрязнение окружающей среди, изменение климата.

## Восприятие
| Совокупная оценка | Совокупная оценка |
| Источник          | Оценка            |
| ----------------- | ----------------- |
| Metacritic        | 72/100            |
| Оценки критиков   |                   |
| Источник          | Оценка            |
| AllMusic          | [ 6 ]             |
| DIY               | [ 7 ]             |
| Exclaim!          | [ 8 ]             |
| The Guardian      | [ 9 ]             |
| The Guardian      | [ 10 ]            |

Альбом получил преимущественно положительные отзывы от критиков. На сайте Metacritic он имеет оценку 72 балла из 100 на основании 15 критических обзоров. На том же сервисе он находится на 81 месте по распространённости в 2017 году.
Критик ресурса Sputnikmusic высказал мнение, что Flying Microtonal Banana обходит по разнообразию песенных конструкций и ритмов как и прошлые альбомы группы, так и других музыкантов, играющих в схожем жанре. Он похвалил вступительную композицию «Rattlesnake», а также добавил, что эта песня — единственная в альбоме, что похожа на старое творчество King Gizzard. Основной уникальной особенностью группы, считает М. Джордан, является умение работать с риффами. Отдельно выделяются композиции «Melting» и «Open Water», где показывается общая «сверхъестественная» атмосфера творчества King Gizzard.
Альбом входит в список лучших рок-альбомов 2017 года, составленный редакцией портала AllMusic. Также альбом имеет 35 место в топе 50 лучших альбомов года от журнала Uncut.

## Список композиций
| №                   | Название                   | Длительность |
| ------------------- | -------------------------- | ------------ |
| 1.                  | «Rattlesnake»              | 7:48         |
| 2.                  | «Melting»                  | 5:27         |
| 3.                  | «Open Water»               | 7:13         |
| 4.                  | «Sleep Drifter»            | 4:44         |
| 5.                  | «Billabong Valley»         | 3:34         |
| 6.                  | «Anoxia»                   | 3:04         |
| 7.                  | «Doom City»                | 3:14         |
| 8.                  | «Nuclear Fusion»           | 4:15         |
| 9.                  | «Flying Microtonal Banana» | 2:34         |
| Общая длительность: | Общая длительность:        | 41:53        |

## Чарты
| Чарты (2017)                       | Высшая позиция |
| ---------------------------------- | -------------- |
| Австралия (ARIA)                   | 2              |
| Бельгия/Фландрия (Ultratop)        | 87             |
| Бельгия/Валлония (Ultratop)        | 60             |
| Нидерланды (Album Top 100)         | 79             |
| Шотландия (Scottish Albums Chart)  | 66             |
| Великобритания (UK Albums Chart)   | 100            |
| США (Billboard Independent Albums) | 10             |
| США (Billboard Top Rock Albums)    | 32             |
| США (Billboard 200)                | 170            |